# Jeff Reynolds
Jeff Reynolds (* 25. Januar 1966) ist ein ehemaliger US-amerikanischer Sprinter, der sich auf den 400-Meter-Lauf spezialisiert hatte.
1991 gewann er bei den Panamerikanischen Spielen in Havanna Bronze im Einzelbewerb und Silber in der 4-mal-400-Meter-Staffel. Bei den Leichtathletik-Weltmeisterschaften in Göteborg wurde er im Vorlauf der 4-mal-400-Meter-Staffel eingesetzt und trug so zum Gewinn der Silbermedaille für das US-Team bei.
Seine persönliche Bestzeit von 44,98 s stellte er am 17. Juni 1988 in Indianapolis auf.